# Стенлі Коул (ватерполіст)
Стенлі Коул (англ. Stanley Cole, 12 жовтня 1945 — 26 липня 2018) — американський ватерполіст.
Бронзовий призер Олімпійських Ігор 1972 року, учасник 1964, 1968 років.